# 午後のロードショー
『午後のロードショー』（ごごのロードショー）は、テレビ東京の関東ローカル番組で、月 - 金曜日の13:40 - 15:40（JST、以下略）の番組枠「午後のエンターテインメント」（後述）内で放送されている映画番組である。
祝日では単発特別番組など特別編成になるため休止されるが、特別編成にならず放送する場合もある。さらに、1月5日に中央競馬が開催される場合も休止される。
本記事では、2015年4月3日から2016年4月1日まで毎週金曜日13:35 - 15:35に放送していた本番組の金曜版『金曜シアター』（きんようシアター）についても一体的に述べる。

## 概要
テレビ東京は長きにわたって平日午後に映画を放送している。1982年3月から1994年9月まで『2時のロードショー』、1994年10月から1996年3月末までの月 - 金曜日の12:00 - 14:00にTXN系列局で『シネマタウン』として放送した。
この番組は1996年4月1日にスタート。基本的には洋画中心であり二ヶ国語放送だが、聴覚障害者のために字幕放送も行われている（当初は木曜日のみだったが、現在は毎日実施）。また日本映画も放送される場合もある。放送開始から1998年3月までは月曜日から金曜日の放送であったが、同年4月より月曜日から木曜日までに短縮された。
200本近い公開作・未公開作のパッケージを買いつけた事で番組としてスタートした。B級映画や未公開作、海外のテレビ放送用に製作された作品などを積極的に放送することで、コアな映画ファンにも好評を得る。物事を深く考えずに気楽に観られるアクションものが多く、最新作が放映されることはあまりないが、青春時代に観たという懐かしさから録画する視聴者も多い。その他、2012年4月からは木曜テーマ特集として俳優やジャンルごとに分けて複数作品をひとつにくくって放送する形式を開始し、注目を集めた。長編映画については前後編にして放送することもある。
基本的に日本語吹き替えは新録を行わず、過去に放映されたもの、或いはビデオグラムに収録されているものを使用する。そのため、往年のベテラン声優が登場したり、市販されているDVDでは吹き替えが未収録となっている古い作品でもこの番組では吹き替え版を鑑賞することができるなど、旧作映画ファンでも楽しんで鑑賞できる作品も多い。『木曜洋画劇場』→『水曜シアター9』で放映されたものとは別の吹き替えを使用する事もある。また、同じ映画でも過去に放送した吹替とは別のバージョンの吹替で放送する事やVOD配信用に制作された吹替で放送する事も有る。しかしその反面、近年の作品にありがちなタレント吹替は差替などは行わずにそのまま放送される場合が殆どである。尚、「20世紀名作シネマ」と題して全44作を1999年12月 - 2000年12月に放送した際には、44作中4作を字幕スーパーで放送した事もある（一部『木曜洋画劇場』や『サンデーロードショー』でも放送していた）。
オープニングでは、作品名の下に原題（又は英題）、公開年、制作国が表示される。
2009年春の番組改編で「時代劇アワー」の放送枠がなくなったため、同年4月の月曜日は同番組をこの枠に移動して放送した。そのため、この番組の放送が火 - 木曜日に縮小されていた。
2016年4月4日週より、同年4月1日に『金曜シアター』が終了した（後述）ことに伴い、再び金曜までの帯番組に復す。更に放送時間を15分繰り下げ更に放送枠を5分拡大し歴代最長の125分枠となった。
2019年4月1日週より、当枠は「午後のエンターテインメント」に改題され、映画の他に2時間ドラマやバラエティ番組を再放送する単発特別番組枠となったため、放送を行わない日あるいは週がある。

### 『金曜シアター』
2014年度は2011年度に比べて年間視聴率が1ポイント以上増加するなど好調であったことから、2015年度には本番組の金曜版『金曜シアター』が開始された。なお、『金曜シアター』は番組公式Webページ上では『午後のロードショー』として扱われている。（祝日は従来通り休止）
2016年4月1日の放送を最後に金曜シアターは終了し、後番組は前述の通り『午後のロードショー』。

### オープニング映像
後述のとおり、2代目以降は気球がシンボルとなっている。
- 1996年4月1日 - 2000年頃：花をバックに『午後のロードショー』の文字が集まっていくタイトル表示。
- 2000年頃 - 2008年3月31日：気球がプカプカ浮かぶCGにシンプルな白色のテロップでのタイトル表示。
  - 提供クレジット表示は、開始当初は『シネマタウン』から引き続きブルーバックだったが、その後、エンディングでもバックにオープニングと同じ気球のCGが使用された。
  - 2003年 - 2004年頃のバックミュージックは『八十日間世界一周』のテーマ曲。
- 2008年4月1日 - 2011年3月31日：四季を表す風景の中に影絵風に表現された有名キャラクターが見え隠れする中を気球が浮かぶCGに、映画公開時のポスターなどで使用された文字でのタイトル表示。
  - 音楽は『風と共に去りぬ』の「タラのテーマ」だったが、2010年8月からは『大いなる西部』のテーマに変更された。
- 2011年4月4日 - 2014年3月31日：様々な映画のシーンがCGで表された後に気球が現れる。
  - それまでタイトルと共に表記されていた原題、製作国、公開年がこれを機になくなったが、同月15日放送分から再び表記される様になった。
  - エンディングでの提供クレジットは、これまでのオープニングと同じではなく、次回予告の作品映像と一緒に表示される。
  - バックミュージックは『トレジャープラネット』の｢出航｣。
- 2014年4月1日 - 2016年4月1日：落穂拾いなどの絵画の中を婦人が歩き渡り、背景が草原になったところで気球が現れる。
  - バックミュージックは『アラビアのロレンス』の｢序曲｣。
- 2016年4月4日 - 2017年3月31日：大量の気球（虹色や恐竜・タコの足など様々な柄）がピラミッド、ビッグ・ベン、自由の女神などを世界各国を巡る（海からは一瞬鮫が顔を出す）。
  - バックミュージックは『八十日間世界一周』のテーマ曲を再起用だが以前と比べゆったりとしたテンポにアレンジされている。
- 2017年4月3日 - 現在：様々な映画のシーンがCGで表された後に映画館の中に入り、スクリーンに放送作品の題名を表示する。気球はタイトルを表示するスクリーンの中に描かれている。[8]
  - バックミュージックは『ウォーターワールド』の「Escaping The Smokers」。

### エンディング映像
音楽は放送作品の物をそのまま使用し「メイン2名の俳優と吹替声優→残りの吹替声優を羅列→翻訳や演出等のスタッフ」の順で表示する。なおエンディング映像は放送作品の映像からキャプチャした物を使用している。

### 放送時間の変遷
初回の『刑事』から2001年3月29日の『ジュラシック・ボーイ』までは13時開始だったが、同年4月2日の『心の旅』より13時30分開始、そして2011年10月3日から13時25分開始、2014年10月1日から13時35分開始、2016年4月4日から13時50分開始、2017年4月3日から13時35分開始、2021年4月1日から13時40分開始となっている。

## 過去の主な代表的企画
世紀末の死闘スペシャル(2005年12月)
メル・ギブソン主演『マッドマックス』シリーズ3作を放送。
2000回達成記念特集（2006年5～6月）
2006年に節目となる10周年・2,000回放送記念として、午後のロードショーファン応援団長・春風亭昇太を番宣CMに起用し、5月29日に『オーロラの彼方へ』、30日に『激流』、31日に『遊星からの物体X』、6月1日に『ジャッカルの日』を放送。
オーシャン特集（2006年6月）
6月12日に『シャークアタック・地獄の殺人ザメ』、13日に『アフター・ザ・ストーム』、14日に『オクトパス』、15日に『ポセイドン・アドベンチャー』を放送。
グレゴリー・ペック没後3周年特集（2006年6月）
6月26日に『マッケンナの黄金』、27日に『マッカーサー』、28日に『子鹿物語』、29日に『アラバマ物語』がそれぞれ放送された。なお、『子鹿物語』は吹き替えを新たに制作して新録した。
トム・クルーズ特集（2006年7月）
7月10日に『栄光の彼方に』、11日に『遥かなる大地へ』、12日に『インタビュー・ウィズ・ヴァンパイア』、13日に『レインマン』を放送。
ハリーハウゼン特集（2006年7～8月）
7月31日に『シンドバッド七回目の航海』、8月1日に『シンドバッド黄金の航海』、2日に『シンドバッド虎の目大冒険』、3日に『SF巨大生物の島』、4日に『アルゴ探検隊の大冒険』がそれぞれ放送された。
この特集は通常スペシャル番組の再放送枠である金曜日まではみ出し5作品を放送。また、土曜深夜3時20分からの『バリ・シネ』（現在は終了）でも同じ特集が2週にわたって放送された。この特集は深夜と昼のコラボレーションであった。
ヴァンダミング4
『木曜洋画劇場』でもよく作品が放送されるジャン＝クロード・ヴァン・ダムの主演作品特集。
人気特集であり、現在まで4回組まれている。2006年8月14日に『ハード・ターゲット』、15日に『サドン・デス』、16日に『ノック・オフ』、17日に『マキシマム・リスク』がそれぞれ放送された。また、2007年2月26日 - 3月1日に第2弾が、2008年3月24日 - 27日に第3弾（『ユニバーサル・ソルジャー』『ハード・ターゲット』『ダブルチーム』『レプリカント』）が、2009年11月16日 - 11月19日に第4弾（『タイムコップ』『ダブルチーム』『レプリカント』『レクイエム』）が放送。
特集名『ヴァンダミング4』の由来は『木曜洋画劇場』での『レジョネア 戦場の狼たち』の番組予告で、ヴァン・ダムが演ずるアクションを「スーパーヴァンダミングアクション、行くぜ！」と宣伝していたことによるものである。
イーストウッド特集
2003年6月、2004年3月と7月、2005年1月と8月に放送。2004年以降は年2回のペースで組まれている。
2006年はイーストウッド監督の2部作『父親たちの星条旗』、『硫黄島からの手紙』の公開に合わせる形で、8月28日 - 31日に『シノーラ』、『白い肌の異常な夜』、『マンハッタン無宿』、『荒野の用心棒』、11月27日 - 30日に『恐怖のメロディ』、『アイガー・サンクション』、『ブロンコ・ビリー』、『アウトロー』がそれぞれ放送された。
ブロンソン特集
2003年8月に亡くなったチャールズ・ブロンソンの追悼企画として放送し、ブロンソンズ（田口トモロヲ、みうらじゅん）がコマーシャルに登場した。
現在は毎年恒例の企画として組まれている。2004年には『レッド・サン』の吹き替えを新たに制作し、ブロンソンを大塚周夫が、三船敏郎を大塚明夫が担当し、声優親子共演をしている。また、この吹き替え版がDVDに完全版で収録されている。
ジャッキー・チェン特集

10周年記念ヒッチコック特集（2006年）

祝復帰!ブルース・ウィリス（2007年8月）
2007年8月27日 - 29日に3作品を放送。
12月の木曜はクリスマス!（2013年12月）
12月5日、12日、19日の3週に渡りクリスマスに関連した作品を放送。
12月5日は『レインディア・ゲーム』、12日は『グレムリン』、19日は『アメリカンクリスマス・キャロル』を放送。
また、クリスマス・スペシャルとして12月24日（クリスマス・イブ）に『ジュマンジ』、25日（クリスマス当日）に『ハンガー・ゲーム』を放送。
今月のセガール!!（2014年1月 - 現在）

12月の木曜はバッドクリスマス!（2014年12月）
12月11日、18日、25日の3週に渡り最悪なクリスマスに関連した作品を放送。
12月11日は『パニック・ワールド』を地上波初放送、18日は『ダイ・ハード2』、25日（クリスマス当日）は『ホーム・アローン3』を放送。
また、上記とは別に12月24日（クリスマス・イブ）はクリスマス・スペシャルとして、『ブリジット・ジョーンズの日記』を放送。
なお、4日は菅原文太（2014年11月28日逝去）追悼特別企画として『トラック野郎・天下御免』を放送のため、当初放送予定だった『ジングル・オール・ザ・ウェイ』は8日に振り替えて放送した（8日に放送予定だった『ジャッジ・ドレッド（2012年版）』は2015年3月11日に放送）。
祝!20年目突入SP（2015年4月）
放送開始20年目を記念して4月6日に『デモリションマン』、7日に『WHO AM I?』、8日に『狼よさらば』を放送。
一挙放送!リーサル・ウェポン（2015年4月）
『金曜シアター』開始記念として、4月の金曜日に『リーサル・ウェポン』シリーズ4作を放送。
7月の木曜日は“サメ”???（2015年7月）
『ダブルヘッド・ジョーズ』、『メガ・シャークVSジャイアント・オクトパス 巨大生物頂上決戦！』、『シャークトパス』、『シャークネード サメ台風2号』、『ビーチ・シャーク』を放送。
12月の木曜はボディガード（2015年12月）
12月3日に『ザ・シークレット・サービス』、10日に『バーティカル・ターゲット/大統領狙撃計画』、17日に『ディフェンダー』、24日（クリスマス・イブ）に『ボディ・ガード』を放送。
金曜版12月はハリソン・フォード（2015年12月）
『ランダム・ハーツ』（12月4日）、『パトリオット・ゲーム』（12月11日）、『ブレードランナー』（12月18日）を放送。
祝！20周年・アクション編（2016年4月）
番組の20周年を記念して4月4日に『酔拳2』、5日に『ディレイルド　暴走超特急』、6日に『コラテラル・ダメージ』、7日に『沈黙のテロリスト』、8日に『ブレイド3』を放送した。
祝！20周年・ヒット作編（2016年4月）
番組の20周年を記念して4月11日に『ブラック・スワン』、12日に『ローグ　アサシン』、13日に『フィラデルフィア・エクスペリメント』、14日に『沈黙の標的』、15日に『ザ・フライ2 二世誕生』を放送した。
ゴジラ日米対決（2016年8月）
『シン・ゴジラ』の公開を記念して、8月1日に『GODZILLA』（1998年版）、2日に『ゴジラ』（1984年版）、3日に『ゴジラ FINAL WARS』をそれぞれ放送した。
放送5000回記念スペシャル（2021年1月）
1月22日に『イコライザー2』を地上波初放送、29日に放送時間を拡大し『亡国のイージス』を放送。
放送25周年記念　超豪華！春のおうちで映画祭り！（2022年4月）
4月1日から同月30日まで、初回の放送は『スピード』、30日に『ジョーズ』を放送。
放送5560回記念SPウイーク（2023年4月）
番組タイトルに因んだ「5560回」（午後ロー）を記念して、24日に『エクスペンダブルズ2』、25日に『ディープ・インパクト』、26日に『シャーロック・ホームズ』、4月28日は『コマンドー』を放送。
なお27日はこれらとは別に『山猫は眠らない』放送。
放送6000回記念スペシャルウイーク（2025年2月）
内包企画「２日連続！ジェラルド・バトラー」と題して2月25日に『ロスト・フライト』、26日に『ジオストーム』を放送。27日に『クライ・マッチョ』を地上波初放送、28日に『コマンドー』を放送。

## その他
- 『FINE!』（2008年10月 - 2011年9月）放送時は、15時25分頃に予告テロップを流していたが、『L4 YOU!プラス』（15:35 - 16:00）・『L4 YOU!』（16:00 - 16:52）・『NEWSアンサー』（16:52 - 17:20）放送当時は、其々の見所テロップを表示していた。
- 放送開始当初は次回放送の予告をエンディングの最後に一枚画で表示する事があった。その後はオープニングと同様の映像と共に文字表示される形を経て、2012年3月現在ではエンディング後にCMを挟んで本編映像を用いた5秒間の予告を放送した後、『レディス4』の告知と見所を流している。
- また、『ランチチャンネル』→『海外ドラマセレクション』を休止して、12:40から拡大放送を実施する場合がある。
- 2015年9月30日を以て長年カウキャッチャーを務めていた三越テレショップ（1987年に放送開始、末期は13:32 - 13:35に放送）が、放送終了に伴い撤退[11]。同年10月1日よりジャパネットたかたに引き継がれた。
- この枠はあくまでテレビ東京のみの関東ローカルだが、当枠で放送された作品が放送後しばらく経ってから遅れネットの様な形で、他のテレビ東京系列局や各地の系列外局で放送される事がある。（特に熊本放送）
- 前述の通り、祝日は原則として休止されるが、放送時間を13:55 - 15:55の120分にして放送される事がある。
- 略称として同局は「午後ロード」を使っていたが、現在は、主にインターネットカルチャー上で略称・呼び名として使われていた「午後ロー」を使用している。
- 系列局のTVQ九州放送には同名の2時間ドラマ枠が存在する。[12]
- 他の映画番組と比べてCMの量が多いため、映画本編の正味時間は90分前後が大半である。
- エンドロールを除いた本編時間が90分前後の場合、尺の埋め合わせのため本編開始前に放送予定作品の予告やCM後にここまでのあらすじが挿入される。ただし、必ずしも本編がノーカットで放送されるとは限らない。[13]

## 放送休止・作品変更の備考
スポーツ中継・特番などによる放送休止と何らかの理由による作品変更は以下の通り。
- 2018年2月20日は『ピョンチャンオリンピック』（13:30 - 17:00）中継のため、休止となった。
- 2021年7月29日・8月4日は『東京オリンピック』（7:50 - 23:00[注釈 7]）中継のため、休止となった。
- 2022年3月8日は当初「ワルキューレ」を放送予定だったが、「メジャーリーグ」に変更された。
- 2022年3月14日は当初「ネイビー・シールズ」を放送予定だったが、社会情勢を考慮し「ウォルター少年と、夏の休日」に変更された。
- 2022年3月28日は当初「ハート・ロッカー」を放送予定だったが、社会情勢を考慮し「グラディエーター」に変更された。
- 2023年5月22日 - 26日は『世界卓球2023』中継のため、休止となった。
- 2024年8月7日は『パリオリンピック』（14:15 - 18:00）中継のため、休止となった[14]。